# Amaxofobia
La amaxofobia es la fobia o miedo a conducir un vehículo; puede deberse, por ejemplo, a la inseguridad, a la participación de seres queridos en accidentes o a cualquier tipo de recuerdo doloroso relacionado. Etimológicamente, la palabra "amaxofobia" proviene del griego ἄμαξα ('amaxa' «carro») y φόβος ('fóbos' «temor»). A menudo se manifiesta en verdaderos ataques de pánico y aquellos individuos que padecen de amaxofobia se quejan de ansiedad, temor y agitación en los días u horas que tienen que conducir un vehículo.
Puede presentarse en distintos grados, hasta el extremo en que esta fobia afecta la vida social del individuo; por ejemplo, evitando salir si no hay alternativas de transporte. Esto puede afectarlo profesionalmente, debido a los problemas que le ocasiona el no poder trasladarse.
Clínicamente, es catalogada como fobia específica o trastorno de ansiedad causado por un miedo irracional a la exposición de objetos o situaciones específicas y, en casos graves, a representaciones.
No debe confundirse con el temor característico de los conductores novatos, el cual se puede ir superando por medio de la práctica constante.
La amaxofobia puede superarse con terapia psicológica cognitiva-conductual, establecida en las fases de:
- Toma de conciencia, para conocer como se ha instaurado en nuestra conducta y como se mantiene.
- Técnicas de afrontamiento: Técnicas de relajación y control del pensamiento catastrofista.
- Exposición: Acercamiento progresivo a los estímulos fóbicos presentes en la conducción.

## Síntomas
En la amaxofobia se destaca: 
→ Ansiedad, angustia, pesadillas
→ Síntomas físicos como sudores de manos, temblores, rigidez muscular...
→ pensamientos distorsionados y sobre-catastrofistas en torno a la situación de conducir. 
→ sentir incomodidad por el entorno y conducir con tensión, miedo al tráfico.

## Tratamiento
Por suerte, es un problema que, tratado debidamente por un profesional de la psicología, suele tener un alto porcentaje de éxito en su tratamiento. A la persona que padece amaxofobia, al igual que el resto de fobias, debe hacérsele consciente de la problemática y estar predispuesta a querer cambiar esta situación que le incapacita.
Entre las técnicas terapéuticas para resolver este tipo de fobia podemos encontrar desde técnicas sencillas de relajación y respiración profunda hasta técnicas de exposición in vivo o incluso mediante realidad virtual que simulan dicha exposición situacional.